# Luitpoldkruis
Het Beierse Luitpoldkruis (Duits: "Luitpoldkreuz") werd tot 1918 uitgereikt. De onderscheiding, een zogeheten "Dienstauszeichnung" was ingesteld door de Prins-regent van het Koninkrijk Beieren, Prins Luitpold van Beieren.
Een Dienstauszeichnung is een onderscheiding voor langdurige overheidsdienst in leger of ambtenarij. Het Luitpoldkruis werd voor veertig dienstjaren in de ambtelijke diensten van de staat en de gemeenten toegekend.
Het kleinood is een kruis pattée. In het centrale medaillon is een portret van de Prins-regent geplaatst. De keerzijde draagt op de bovenste kruisarm een koningskroon, op de horizontale armen de tekst "IM JAHRE" en op de onderste kruisarm een jaartal. Het lint was purperrood met een parelgrijze bies. In het medaillon op de keerzijde staat "FVR EHRENVOLLE VIERZIG DIENSTESJAHRE". Men liet in Beieren het draaglint meestal in een driehoeksvorm opmaken.

## Versies van het kruis
- Kruis van verguld goudbrons 1911 - 1918

## Trivia
- De Nederlandse bariton Anton van Rooy ontving in 1918 een Luitpoldkruis voor Kunsten en Wetenschappen